# Juliana Pasha
Juliana Pasha (Burrel, 20 maggio 1980) è una cantante albanese.
Ha rappresentato l'Albania all'Eurovision Song Contest 2010 con It's All About You, versione inglese del brano Nuk mundem pa ty, vincitore del Festivali i Këngës 2009, classificandosi al 16º posto nella finale dell'evento.

## Biografia
Nata a Burrel, ha preso parte per la prima volta al Festivali i Këngës nel 1999 e nuovamente nel 2000, vincendo il premio Vaçe Zela.
Ha preso parte al festival anche nel 2007 e nel 2008, in coppia con Luiz Ejlli, classificandosi rispettivamente al 3º e 2º posto. Vi prende parte anche nel 2009 con il brano Nuk mundem pa ty, scritto e composto da Ardit Gjebrea e Pirro Çako, vincendo la manifestazione e ottenendo il diritto di rappresentare l'Albania all'Eurovision Song Contest 2010. In seguito alla vittoria la cantante ha scelto di tradurre e modificare il brano, denominandolo It's All About You. Dopo essersi qualificata nelle semifinali si è classificata al 16º posto nella finale.
Nello stesso anno ha partecipato per la terza volta al Kënga Magjike in coppia con Luiz Ejlli, vincendo la manifestazione con il brano Sa e shite zemren.

## Discografia

### Singoli
- 1999 - Degjoji zerat e larget
- 2005 - Ti une
- 2007 - Një qiell i ri
- 2008 - 1000 arsye
- 2008 - Një jetë (feat. Luiz Ejlli)
- 2009 - Nuk mundem pa ty
- 2010 - Sa e shite zemren (feat. Luiz Ejlli)
- 2012 - Diamant
- 2015 - Vullkan
- 2019 - Nuk do qaj